# Пресерє (Брасловче)
Пресерє (словен. Preserje) — поселення в общині Брасловче, Савинський регіон, Словенія. 
Висота над рівнем моря: 296 м.